# Joan (álbum)
Joan es sexto álbum de estudio de la cantante estadounidense Joan Báez, publicado por la compañía discográfica Vanguard Records en agosto de 1967. Después de media década como cantautora de folk, Báez colaboró con el compositor Peter Schickele, con quien había trabajado en Noël, en un disco de versiones orquestadas de canciones mayoritariamente de corte pop y rock. Joan incluyó canciones de artistas como Donovan, Paul Simon, Tim Hardin, The Beatles y Richard Fariña, así como poemas de Jacques Brel y Edgar Allan Poe.
La canción «Children of Darkness» sirvió como homenaje a su cuñado, el novelista y músico Richard Fariña, que había fallecido en un accidente de moto un año antes. Por otra parte, «La Colombe» es un himno antibelicista sobre soldados franceses enviados a combatir en Argelia. En 2003, Vanguard reeditó el álbum con dos temas extra: «Oh, Had I a Golden Thread» y «Autumn Leaves».

## Lista de canciones
1. "Be Not Too Hard" (Donovan, Christopher Logue) - 2:52
2. "Eleanor Rigby" (John Lennon, Paul McCartney) - 2:20
3. "Turquoise" (Donovan) - 3:20
4. "La Colombe (The Dove)" (Jacques Brel) - 5:21
5. "Dangling Conversation" (Paul Simon) - 2:46
6. "The Lady Came from Baltimore" (Tim Hardin) - 2:34
7. "North" (Joan Báez, Nina Dusheck) - 2:50
8. "Children of Darkness" (Richard Fariña) - 3:56
9. "The Greenwood Side" (Tradicional) - 7:46
10. "If I Were a Carpenter" (Hardin) - 2:10
11. "Annabel Lee" (Don Dilworth; Edgar Allan Poe) - 5:03
12. "Saigon Bride" (Báez, Dusheck) - 3:15

## Personal
- Joan Báez: voz y guitarra acústica
- Peter Schickele: orquestación

## Posición en listas
| País           | Lista         | Posición |
| -------------- | ------------- | -------- |
| Estados Unidos | Billboard 200 | 38       |